# Templo y Antiguo Convento de la Orden de San Agustín

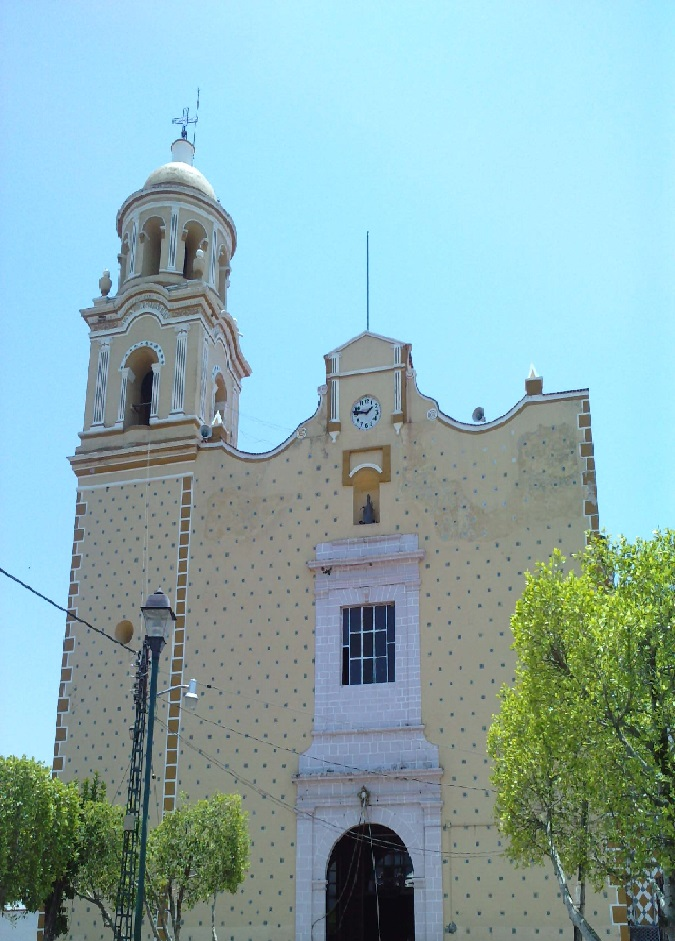
Templo de San Agustín, en Chiautla de Tapia.

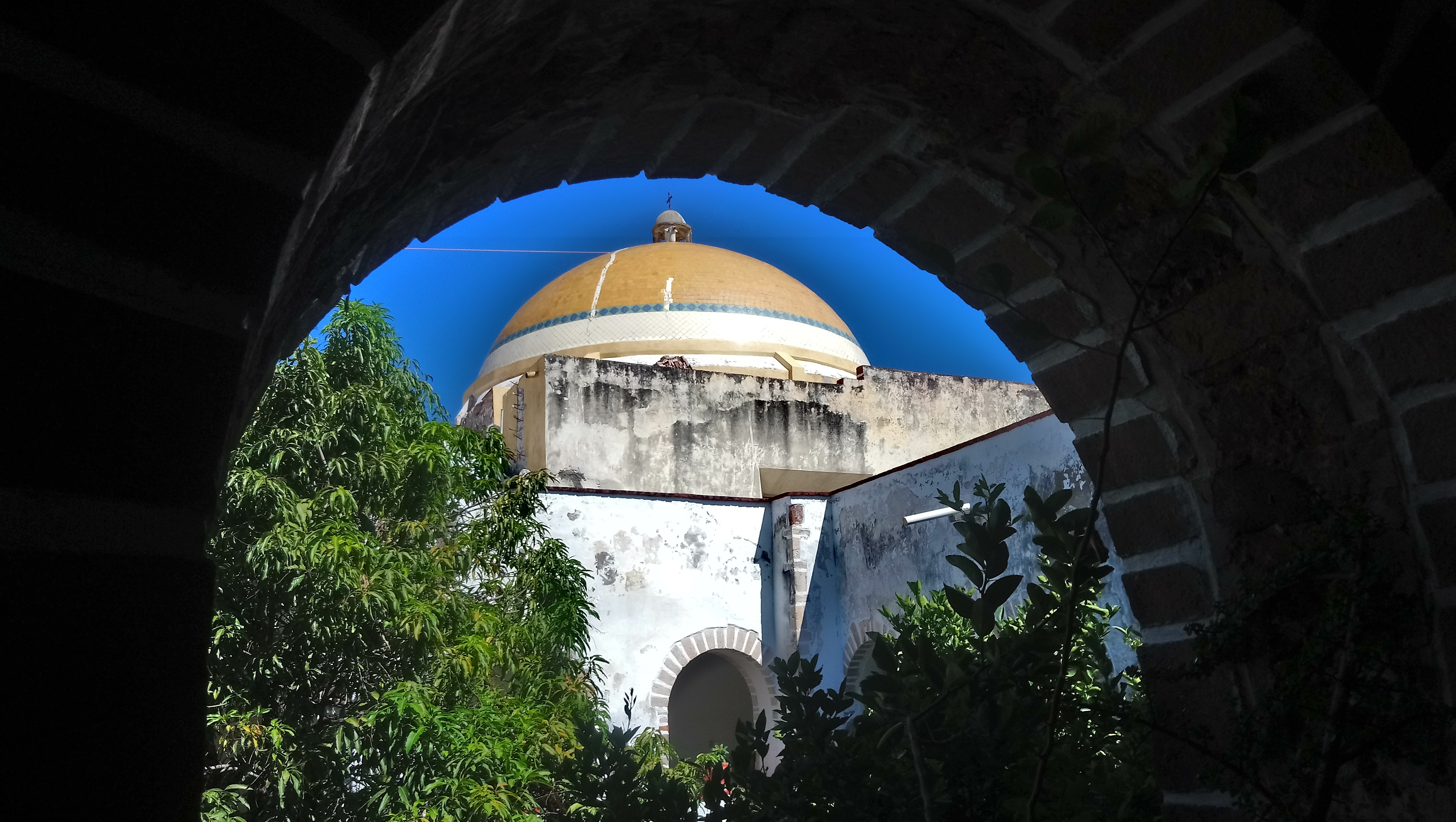
Vista de la cúpula del templo desde el convento.

Templo y Antiguo Convento de la Orden de San Agustín: A 1015 m s. n. m. y ubicada en 18°18’00” Norte 98°36’14” Oriente (2023422, 541862 UTM), se localiza Chiautla de Tapia fundada hacia el año 1535, su nombre se origina de las raíces Nahuas “chiahuitl” cieno o lodo; “tla” abundancia, que en conjunto significa Lugar Pantanoso.
Por su posición geográfica limítrofe con pueblos de la Mixteca de Oaxaca, tlapanecos de Guerrero, tlahuicas de Morelos, nahuas de Puebla y popolocas de la región de Tehuacán, la región fue habitada por grupos de distinta filiación étnica desde 3,000 años a. C., que dieron tributo al Rey Poeta Señor de Nezahualcóyotl.
En 1550 se inició la construcción del Templo, Monasterio, Hospital de indios y Cementerio; por los frailes Agustinos, quedando fundado el templo en 1592 por el prior del convento de Nuestro Padre San Agustín de México, fray Juan de Grijalva. A mediados de noviembre de 1811 las tropas de Don José María Morelos y Pavón, Don Mariano Antonio Tapia, Don Nicolás Bravo, Vicente Guerrero, Hermenegildo Galeana y Valerio Trujano, tomaron Chiautla defendida por Don Mateo Musitu, quien fuera fusilado en sus allanadas trincheras.
El gobernador del estado Miguel Sandoval, por decreto del XVI Congreso Constituyente, designó a la villa de Chiautla “Villa de Chiautla de Tapia” el 25 de marzo de 1901.
Después de esta breve reseña histórica y tras repetidas intervenciones al inmueble en estos siglos por acontecimientos sísmicos, uno de ellos de consecuencias desastrosas en 1710 y posteriores obras de reconstrucción y mantenimiento, se encuentra que los sismos de septiembre de 2017, uno de ellos con epicentro cercano a Chiautla de Tapia, trajeron como consecuencia el daño estructural del ahora exconvento y nave del templo de San Agustín Obispo en Chiautla de Tapia, viéndose comprometida la estabilidad del inmueble con daño severo principalmente en bóvedas y muros del conjunto arquitectónico.